# Surface foliaire spécifique
En botanique et agronomie, la surface foliaire spécifique  (SFS) est définie comme le rapport de la surface foliaire au masse sèche de la feuille (exprimé en m².kg-1),,.
La surface foliaire spécifique traduit l'« épaisseur » des feuilles et a une signification physiologique particulière. Ce paramètre est notamment corrélé  positivement à la capacité photosynthétique de la plante. 

## Application
La surface foliaire spécifique peut être utilisée pour estimer la stratégie de reproduction d'une plante particulière en se basant, entre autres facteurs, sur les niveaux de lumière et d'humidité.
La surface foliaire spécifique est l'une des caractéristiques-clés les plus largement acceptées et utilisées pour l'étude des feuilles,,,.

## Changements en réponse à la sécheresse
La sécheresse et le stress hydrique ont des effets variables sur la surface foliaire spécifique. Chez diverses espèces, la sécheresse diminue la surface foliaire spécifique,,.
Par exemple, dans des conditions de sécheresse, les feuilles sont, en moyenne, plus petites que les feuilles des plantes-témoins.
C'est une observation logique, dans la mesure où une diminution de la taille des feuilles signifie une réduction des possibilités de perte d'eau. Les espèces ayant généralement de faibles valeurs de surface foliaire spécifique sont adaptées à la conservation des ressources acquises, en raison de leur forte teneur en matière sèche, de la concentration élevée des parois cellulaires et des métabolites secondaires, et de la grande longévité des feuilles et des racines.
Chez d'autres espèces, comme les peupliers, la surface foliaire spécifique diminue dans l'ensemble, mais augmente dans un premier temps, jusqu'à ce que la feuille atteigne sa taille finale, puis commence à diminuer dès que la taille finale a été atteinte.
D'autres recherches ont montré une augmentation des valeurs de surface foliaire spécifique chez des plantes soumises à des restrictions d'eau. C'est le cas par exemple chez le bouleau à la suite d'un stress hydrique.
Chez le bouleau, les valeurs de la surface foliaire spécifique d'arbres ont considérablement augmenté après deux saisons sèches, bien que les auteurs ont noté que, en général, une diminution de la surface foliaire spécifique est considérée comme une adaptation à la sécheresse.
L'indice de surface foliaire se réfère à la surface des feuilles (sur une face) par unité de surface du sol. L'importance de cette unité de mesure est en relation avec l'interception de la lumière pour la croissance maximale. Par définition, un indice de surface foliaire inférieur à 1 signifie qu'une partie de l'énergie lumineuse arrive au sol sans être interceptée. En raison de la disposition naturelle des feuilles, cependant, l'indice doit être nettement supérieur à 1 pour que la plus grande partie de la lumière soit interceptée.

## Mesure de la surface foliaire

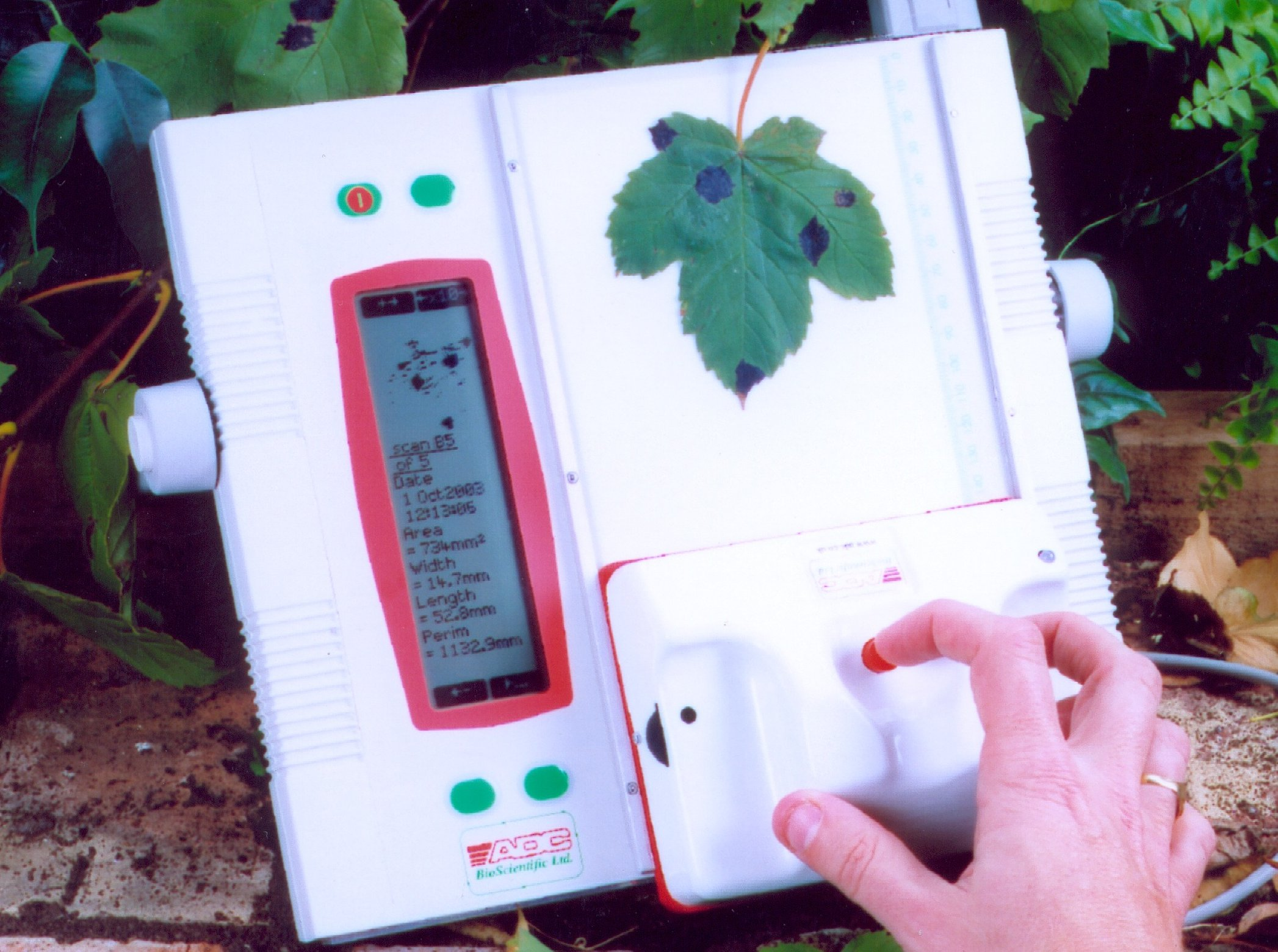
Dispositif utilisé pour mesurer de manière non destructrice la surface, la longueur, la largeur et le périmètre d'une feuille.

Des mesureurs portatifs de surface foliaire peuvent être utilisés pour fournir une mesure rapide, non destructrice, de la surface foliaire, de la longueur, de la largeur et du périmètre d'une feuille.
Certains appareils peuvent également mesurer une zone malade en modifiant la sensibilité du système de détection.
Ces instruments ont la possibilité d'enregistrer les paramètres mesurés, mais aussi d'enregistrer une image numérique de la feuille numérisée.
Parmi les mesureurs de surface foliaire populaires aux États-Unis figurent le CI-203 Handheld Laser Leaf Area Meter de CID Bio-Science et le LI-3100C Area Meter de Li-Cor. 
Des appareils Android peuvent également être utilisés comme mesureurs portatifs de surface foliaire avec l'application gratuite Easy Leaf Area.